# Алатубані
Алатубані (груз. ალათუბანი) — село в Грузії.
За даними перепису населення 2014 року в селі проживає 388 осіб.